# Google Chrome
Google Chrome är en webbläsare utvecklad av Google. Chromium är ett open source-projekt bakom Google Chrome. Webbläsaren använde sig tidigare av ramverket WebKit som renderingsmotor, men från och med version 28, med undantag från iOS-versionen, använder den WebKit-forken Blink istället. ”Chrome” är programmerarslang för en applikations grafiska användargränssnitt. Betautgåvan släpptes den 2 september 2008. En märkbar skillnad gentemot etablerade webbläsare är att flikhanteringen som presenterar webbläsarfönstrets sammankopplade fönster sköts mer övergripande (och separat i förhållande till de andra flikarna), jämfört med i exempelvis som Firefox och Internet Explorer.

## Operativsystemets mindre betydelse
Tanken med Google Chrome är att till skillnad från Firefox, som bygger på applikationer man kan lägga till och som inte är tillagda i basutgåvan, så är alla Google-relaterade produkter integrerade med webbläsaren. Detta gör att datorns operativsystem, såsom Windows, Mac OS eller Linux, får mindre betydelse eftersom man kan komma åt de vanligaste användningsområdena genom webbläsaren, som Google Dokument, Gmail och Google Kalender.

## Lagring av data
Startsidan i Chrome består av de åtta sidor som besökts mest av användaren. Till höger ligger även de sidor som man söker mest på upplagda. Detta innebär att alla sidor som man besöker sparas av Chrome för att de mest visade sidorna ska kunna kategoriseras. Detta kan dock undvikas genom ”inkognito”-funktionen, som möjliggör att besöka en flik utan att någon information om surfningen till just den fliken sparas, varken i form av cookies, historik eller på annat sätt.

## Versionshistorik
| Chrome-version | WebKit-version | V8-version | Utgivningsdatum | Kommentarer                                           |
| -------------- | -------------- | ---------- | --------------- | ----------------------------------------------------- |
| 0.2.149        | 522            | 0.3        | september, 2008 | Första publika betaversionen.                         |
| 1.0.154        | 528            | 0.3        | december, 2008  | Första stabila versionen.                             |
| 2.0.172        | 530            | 0.4        | maj, 2009       | Helskärmsläge, bättre zoomfunktion.                   |
| 3.0.195        | 532            | 1.2        | oktober, 2009   | Stöd för html5, snabbare javascriptshantering.        |
| 4.0.249        | 532.5          | 1.3        | januari, 2010   | Stöd för tillägg, synkronisering av bokmärken.        |
| 5.0.375        | 533            | 2.1        | maj, 2005       | Versioner även för Mac OS X och Linux. Inbyggd Flash. |
| 6.0.472        | 534.3          | 2.2        | september, 2009 | Stöd för nya videoformatet WebM.                      |
| 7.0.517        | 534.7          | 2.3.11.22  | oktober, 2010   | Hundratals buggfixar.                                 |
| 8.0.552        | 534.10         | 2.4.9.19   | december, 2010  | Stöd för Chrome Web Store.                            |
| 9.0.597        | 534.13         | 2.5.9.6    | februari, 2011  | Stöd för WebP.                                        |
| 10.0.648       | 534.16         | 3.0.12.30  | mars, 2011      | Stöd för Google Cloud Print.                          |
| 11.0.696.43    | 534.24         | 3.1.8.3    | april, 2011     | GPU-baserad hårdvaruacceleration.                     |

## Funktioner
- Ett webbadressfält med automatisk igenkännare som Google kallar ”omnibox”
- Stöd för obegränsat många flikar. Tillåter även förflyttning av flikar mellan fönster, till nytt fönster och i det egna fönstret.
- Stöd för webGL.
- Stöd för modern webbteknologi som innefattar HTML5 och CSS3.
- V8 JavaScript virtual machine, kungörs som mycket snabbare än andra Javascriptmotorer
- Ett privatläge som inte loggar allt man gör. Det kallas för ”inkognito”
- Webbapplikationer kan startas utan adressfönster
- Uppdaterat skydd mot phishing och andra intrång där de använder sig av Google Safe Browsing API.
- Använder Blink som renderingsmotor.

### Tillägg
Google Chrome hade från början inget inbyggt stöd för användartillverkade teman och tilläggs-program, men många lyckades ta sig runt detta genom att ta bort en viss DLL-fil. Nu finns det många tillägg och teman som man kan installera, det finns till och med inbyggt stöd för userscripts.

## Säkerhet
För att hindra att användaren störs i onödan samt förebygga potentiella säkerhetshot så är Chrome gjort så att popup-fönster stoppas och läggs i en egen rad nere i ena hörnet. För att se popup-fönstren måste man klicka på raden. Alla sådana fönster stannar i den flik som de sidor de uppkom ur har visats i.
Funktionen Sandbox går ut på att enskilda flikar isoleras från varandra vilket innebär att eventuell malware och virus som laddas ner inte berör vare sig datorn eller de andra flikarna.
Google Chrome analyserar också sidor som är skadliga, såsom nätfiske och sabotageprogram. Om man skulle gå in på en sida som finns på Chromes lista över skadliga sidor får användaren en varning angående sidans innehåll. Detta är möjligt genom att Google Safe Browsing API finns som en del av basen för webbläsaren.